# Reukih Dayah
Reukih Dayah is een bestuurslaag in het regentschap Aceh Besar van de provincie Atjeh, Indonesië. Reukih Dayah telt 1379 inwoners (volkstelling 2010).